# Aire urbaine de Valréas
L'aire urbaine de Valréas est une aire urbaine française centrée sur l'unité urbaine de Valréas dans le Vaucluse. Composée que de la commune de Valréas, elle comptait 9 519 habitants en 2013.

## Composition
| Nom     | Code Insee | Statut | Superficie (km2) | Population (dernière pop. légale) | Densité (hab./km2) |
| ------- | ---------- | ------ | ---------------- | --------------------------------- | ------------------ |
| Valréas | 84138      |        | 57,97            | 9 285 (2022)                      | 160                |